# Joël Patrick Oyono
 (mars 2025).
Motif : Ne respecte pas WP:CAAN
- Archive Wikiwix
- Bing
- Cairn
- DuckDuckGo
- E. Universalis
- Gallica
- Google
- G. Books
- G. News
- G. Scholar
- Persée
- Qwant
- (zh) Baidu
- (ru) Yandex
- (wd) trouver des œuvres sur Wikidata

| 1. | Préciser le motif de la pose du bandeau. | Précisez le motif de la pose du bandeau en utilisant la syntaxe suivante : {{admissibilité à vérifier\|date=mars 2025\|motif=remplacez ce texte par le motif}}                          |
| 2. | Informer les utilisateurs concernés.     | Pensez à avertir le créateur de l'article, par exemple, en insérant le code ci-dessous sur sa page de discussion : {{subst:avertissement admissibilité à vérifier\|Joël Patrick Oyono}} |

Joël Patrick Oyono, né le 19 juillet 1983 à Yaoundé, est un acteur, comédien, et assistant réalisateur de nationalité camerounaise. Il est notamment connu pour son apparition dans la série Madame… Monsieur et le film Orly.

## Biographie

### Enfance et débuts
Patrick Oyono est né le 19 Juillet 1983 à Yaoundé. Son aventure dans le monde du cinéma commence depuis le bas âge en interprétant les rôles des personnages imaginaires ou en les imitant. Ses études au lycée deviennent intéressants à travers sa participation et son implication dans des pièces de théâtre avec ses camarades. Son talent impressionne alors un proche qui lui conseille de poursuivre avec le cinéma.

### Carrière
Oyono contribue à la réalisation du film camerounais Orly, classé dans la catégorie drame sorti le 21 juillet 2017,. Il intervient la même année dans le casting du film Peau de panthère, où il joue le rôle de Nana, ensuite il joue le rôle de Taguela dans le film de drame Le Code sorti en 2022 et dans le film Destinée, réalisé par Gérard Désiré Nguela. Il apparaît également dans le film  Makondo en français sorti en 2021. 
Il se démarque aussi dans la série Madame...Monsieur avec le personnage de Bill Ewane, le mari de la belle Sophie.

## Filmographie

### Films
- 2017 : Orly
- 2017 : Peau de panthère
- 2021 : Makondo
- 2022 : Le Code

### Séries
- 2020 : Madame… Monsieur
- 2021 : Les secrets de l'amour
- 2022 : Victimes

## Distinctions

### Récompenses
- Meilleur Film Décor : Joël Patrick Oyono dans le film « Mes Silences »[7]

### Nominations
- Canal 2'Or 2021 : Nommé pour le prix du meilleur comédien avec le rôle Bill Ewané dans la série «Madame…Monsieur»[8]